# Izumo: Takeki Tsurugi no Senki
Izumo: Takeki Tsurugi no Senki (IZUMO -猛き剣の閃記- también conocido como IZUMO, Flash of a Brave sword?) es una serie de anime de 12 capítulos de duración, basados en una serie de juegos con el título IZUMO que fueron publicados entre 2001 a 2004.

## Sinopsis
Takeru un huérfano es acogido por Rokunusuke, maestro de una escuela de kendo, no se esfuerza en nada y es el favorito de todos, Takeshi amigo suyo desde el orfanato es su opuesto siempre preocupado se esfuerza mucho. Tras su primera pelea son transportados a un extraño mundo, allí; Takeru despierta en su instituto vacío y medio destruido, como si hubieran pasado cientos de años, la ciudad también ha desaparecido.
Encuentra a sus amigos después de escapar de unos cuantos insectos gigantes, pero su felicidad dura poco, pues, aparecen unas extrañas criaturas que secuestran a Kotono y Takeshi e intentan asesinar a los demás, son rescatados por Kagutsuchi general de los ejércitos humanos y su Hija Sakuya. A partir de ese momento surgirán mil aventuras y batallas para intentar rescatar a sus amigos.

## Personajes
- Yagi Takeru: Estudiante de secundaria, huérfano de padre y madre es recogido por Rokusuke Touma maestro de un dojo de kendo, que le cuida como si fuera su hijo. Pero Takeru nunca lo ha tratado como tal.

- Yamato Takeshi: Estudiante de secundaria, es amigo de Takeru desde que se conocieron en el orfanato el también es huérfano, pero a diferencia de Takeru es acogido por una familia adinerada, y se convierte en el heredero.

- Shiratori Kotono: Compañera de clase de Takeru, pasa casi toda su infancia en un hospital, pero Takeru va a visitarla todos los días, cuando sale del hospital conviven gran parte del tiempo en el dojo haciendo la comida a Takeru y su abuelo.

- Shiratori Asuka: Es la hermana pequeña de Kotono, ayuda a su hermana a realizar las labores domésticas en el dojo y practica tiro con arco.

- Kitakawa Mai: Es la delegada de la clase de Takeru, una chica solitaria que al comienzo de la serie el único amigo que tiene es un cuervo.

- Oosu Seri: Es la nieta de Rousuke Touma, se marcha a América con su madre cuando es una niña, pero regresa como alumna de intercambio a la clase de Takeru.

- Rousuke Touma: Es el maestro de kendo que adopta a Takeru, es un hombre amable. Takeru siempre le llama abuelo.

- Himiko: Es una diosa del mundo de Ne que perdió al amor de su vida y trata de encontrar su alma renacida en el mundo de Aishihara. Desea destruir el mundo para crear uno nuevo sin maldad.

- Kagutsuchi:' Es el general de los ejércitos humanos, y el marido de Amaterasu. Un guerrero fuerte e idealista.

- Amaterasu: Es la otra diosa que existe en el mundo de Ne, es amable y desea que el mundo permanezca tal y como esta.

- Sakuya: Es la hija de Amaterasu y Kagutsuchi esta llamada a ser la próxima heredera de los poderes de Amaterasu, tiene la edad de Takeru.

- Byakko: Es una de las 5 shiseiyu que son los 5 espíritus protectores que creó Himiko cuando hizo el mundo. Es una de las 4 hermanas que se rebelaron contra Himiko.

- Suzaku: Es otra de las Shiseiyu, también se rebeló contra Himiko, su poder es el del fuego.

- Seiryu: Pertenece a las shiseiyu que se revelaron y su poder es el del viento.

- Genbu: Es la shiseiyu del agua se rebela contra Himiko.

- Lin: Era la líder de las Shiseiyu es la única que permanece leal a Himiko, su poder es crear agujeros negros.

- Oonamuji: Es el guardaespaldas y general de Himiko, es una especie de mago guerrero.

- Minakata: Es el hijo de Oonamuji valiente y fuerte, dirige las tropas de Himiko en la batalla y se convierte en el mejor amigo de Takeshi.

## Episodios
1. La voz que me llama en sueños
2. Mundo extraño
3. Amigos separados
4. Este mundo tal y como es
5. Ataque
6. Las cuatro bestias sagradas
7. Enfrentamiento en el fuerte
8. Tiempo de paz
9. Lo que hay que proteger
10. Yomotsuhirasaka
11. La furiosa vida
12. Las dos almas

## Enlaces de interés
- Página inglesa de la serie. Enoki films USA.
- Página japonesa del anime.
- Página en español del anime.

- Datos: Q3274468